# Mono Villegas
Enrique Mono Villegas (Buenos Aires, 3 de agosto de 1913-ibídem, 11 de julio de 1986) fue un pianista argentino de jazz. Nació casualmente en la misma manzana que Adolfo Ábalos, pianista folclórico, y Aníbal Troilo, bandoneonista de tango.

## Biografía
Su padre fue dentista, escribano, abogado y después dejó todo para dedicarse a criar gallos de riña.
Su madre murió joven, de un ataque cerebral, cuando Enrique tenía seis meses. Como lo criaron unas tías, decía haber hecho «todo lo que se me dio la gana, toda mi vida». El Mono creía que su vida había terminado a los 7 años. Desde entonces sólo se había dedicado a tocar el piano y a leer. A esa edad, ya tocaba Mozart correctamente. Fue anotado en el conservatorio al mismo tiempo que en el colegio primario. Su descubrimiento del jazz llegó poco después, a los nueve años; tenía mucha imaginación, que en el jazz es una materia prima imprescindible.
El compositor Alberto Williams, que le permitió ejecutar todos los géneros, le brindó su primera instrucción musical. Esta formación sería importante para su futuro, ya que sus años tempranos lo encuentran incursionando en la música clásica, folclórica y en el tango. Estas raíces nunca dejarán de hacerse presentes aun cuando luego abrazara el jazz. Llegó hasta el cuarto año del Colegio Nacional Mariano Acosta donde dejaba las clases para ir a estudiar piano. Era «un tipo inteligente, músico de raza y de nacionalidad pianista», decía de sí mismo.
En 1932 estrenó el Concierto para piano y orquesta de Ravel, en el teatro Odeón de Buenos Aires. Por esa misma época descubrió a quien él reconoce como sus «maestros espirituales»: Art Tatum, Fats Waller, Duke Ellington y Louis Armstrong. Aunque luego incorporaría otras influencias (Thelonious Monk y Bill Evans, entre ellas), tanto su estilo como su repertorio quedarían marcados para siempre por la impronta de estos cuatro grandes. Ese mismo año estrenó en el Consejo Nacional de Mujeres la versión original de la Rhapsody in blue de George Gershwin.

Alrededor del año 1935 realizó su primer trabajo en el Alvear Palace y en radio El Mundo.
En 1941 estrenó su Jazzeta, primer movimiento, junto a Carlos García de solista e importantes músicos de jazz de ese momento.
En 1943 formó el Santa Anita Sextet con Juan Salazar en trompeta, Chino Ibarra en saxo tenor, Panchito Cao en clarinete, Tito Krieg en bajo y Adolfo Castro en batería.
En 1944 formó el combo Los Punteros, con Juan Salazar en trompeta, Bebe Eguía en saxo tenor, Jaime Rodríguez Anido en guitarra, Nene Nicolini en contrabajo y Pibe Poggi en batería.
En 1949 ingresó como pianista para el dúo Martínez-Ledesma, en reemplazo de Horacio Salgán. 
Aprendió a tocar música criolla. En 1953 escribió la música para Un tranvía llamado deseo de Tennessee Williams, que estrenó en el teatro Casino la compañía de Mecha Ortiz. Grabó para discos Music Hall, música criolla con guitarra y bombo (zambas, chacareras, gato (mús, vidalas, etc., de los hermanos Ábalos) y temas de jazz con Méndez en contrabajo y Poggi en batería. Ganó la copa Mundo Radial como solista favorito del Bop Club, del cual fue socio fundador.
En 1955 viajó a Nueva York donde grabó para Columbia Records con Milt Hilton en bajo y Cozy Cole en batería. Le propusieron entonces grabar temas del compositor cubano Ernesto Lecuona y él no aceptó. Se dedicó a mirar películas, a tocar en pequeños lugares y a frecuentar a los músicos jazzeros Cole Porter, Count Basie, Nat King Cole y Coleman Hawkins. En 1957, en Cleveland, escuchó por primera vez a Duke Ellington; “Gracias a él, empecé en el jazz”, decía. Y aseguraba sentirse identificado porque “jamás repetimos la música aunque toquemos los mismos temas. Estamos convencidos de que el jazz, como la conversación, debe ser espontáneo”.
En 1958 tocó durante el Festival Casals en la Universidad de Río Piedras (Puerto Rico). En 1973 grabó el disco de sus 60 años en el Teatro Municipal General San Martín y en 1974 volvió a tocar la Rhapsody in blue en el club Vélez Sarsfield, ante 20 000 espectadores. En 1971 fue el primer músico en brindar un concierto de jazz en el Teatro Colón de Buenos Aires.
En 1966 graba su primer LP en Argentina, En cuerpo y alma, para el sello Trova (que a su vez fue el primer disco del sello) producido por Alfredo Radoszynski, que será el productor de todos sus discos (7 para Trova y 1 para Aleluya Redords). Acompañado por Jorge López Ruiz en contrabajo y Eduardo Casalla en batería.
Con la misma formación grabó en 1967 Metamorfosis (Los 24 preludios de Chopin) y Tributo a Monk.
En 1968 graba Porgy & Bess (piano solo), En cuentro (Jazz en Buenos Aires) con los músicos de la orquesta de Duke Ellington Paul Gonçalves (saxo tenor) y Willie Cook (Trompeta) y los argentinos Alfredo Remus (contrabajo) y Eduardo Casalla (batería).
También en 1968 graba Baladas de amor acompañado por Jorge López Ruiz en contrabajo.
En 1973 graba 60 años 3-8-73, disco celebratorio de su 60 cumpleaños "en vivo en el estudio" acompañado de Oscar Alem (contrabajo), Osvaldo López (batería) y Ara Tpkatlian (saxo tenor y flauta.
Finalmente, en 1977 graba su último disco de estudio: Tributo a Jerome Kern con Oscar Alem (contrabajo) y Osvaldo López (batería).
En 1985 recibió el Premio Konex como uno de los 5 mejores jazzistas de la Argentina. Por esos mismos años, tocó en el estadio de Vélez Sársfield la Obertura 1812 de Chaikovski, acompañado de orquesta y cañones verdaderos. Ese espectáculo contó con la conducción de Blackie (Paloma Efron).
Hombre de una cultura rica y variada que abrevaba tanto en los libros como en la calle, Villegas cultivó amistades como los escritores Jorge Luis Borges y Macedonio Fernández, el pintor Xul Solar y el bandoneonista Astor Piazzolla, quien le dedicó el tema Villeguita.
Su sobrino, Miguel Zavaleta es también músico y fue el líder de la banda de rock y new wave Suéter.

## Discografía oficial (discos de estudio)
Folklore + Villegas - 1952 (MUSIC-HALL - LD 70.237)
Introducing Villegas - 1956 (Columbia, B-787)
Very, Very, Villegas - 1957 (Columbia - CL-877)
En cuerpo y alma - 1966 (Trova TL1 - RP music)
Metamorfosis - Los 24 preludios de Chopin - 1967 (Trova TL8 - RP music)
Tributo a Monk - 1967 (Trova TL12 - RP music)
Porgy & Bess - 1968 (Trova TL 19 - RP music)
Encuentro - Enrique Villegas / Paul Gonçalves / Willie Cook - 1968 (Trova TL22 - RP music)
Baladas de amor - 1968 (Trova TL29 - RP music)
60 años 3-8-73 - 1973 (Trova XT80064 - RP music)
Inspiración - 1975 (Cabal – LPL 9006)
Tributo a Jerome Kern - 1977 (Aleluya Records 17000 - RP music)

## Filmografía
- 1940: Con el dedo en el gatillo, haciendo de Jeremías, vendedor de biblias.
- 1950: *Madre Alegría, algunos temas musicales son de su autoría.
- 1951: De turno con la muerte.